# مرصد الإسلاموفوبيا
مرصد الإسلاموفوبيا أنشئ في عام 2015، ويتبع دار الإفتاء المصرية 

## النشأة والمهام
يختص برصد ظاهرة الخوف من الإسلام ومعالجتها، وتقديم كافة التصورات والتقديرات الضرورية لمواجهتها، والحد من تأثيرها على الجاليات الإسلامية في الخارج، وتصحيح المفاهيم والصور النمطية المغلوطة عن الإسلام والمسلمين في الخارج.

## الهدف
الهدف من وراء هذه الخطوة هو مواجهة الظاهرة العنصرية ضد المسلمين وذلك عبر خلق «ذاكرة رصدية» تساهم بشكل كبير وفعال في اختيار أفضل السبل للتواصل مع الأطراف المختلفة- وخاصة في الأوساط الإعلامية والبحثية، والتواصل مع صناع القرار في مختلف الكيانات- تواصلاً مبنيًّا على المعرفة المسبقة والرصد والتحليل لتلك الكيانات ولتوجهاتها، بهدف إنتاج خطاب إعلامي خادم لمصالح المسلمين في العالم، ودافع نحو مساندتهم على المستويين الرسمي والشعبي لدى الغرب.

## قضايا اهتم بها المرصد
1. التمييز ضد المسلمين أخطر على أوروبا من «داعش».. حالة الاغتراب والتمييز السلبي التي يواجها بعض المسلمين في أوروبا تجعل منهم لقمة سائغة للتنظيمات المتطرفة والعنيفة التي توظف هذا الشعور في تنفيذ عمليات إرهابية في عمق تلك الدول، ومن ثم وجب على المجتمعات الأوروبية أن تعمل على مواجهة هذا الخطاب العنصري والاضطهاد الممارس ضد بعض المسلمين، وتبني سياسات وبرامج تساهم في دمج أكثر فعالية للمسلمين هناك، والتأكيد على أن مسلمي أوروبا وأمريكا هم جزء لا يتجزأ من المجتمع الغربي، ولا يمكن بحال من الأحوال القبول بالتمييز ضدهم أو اعتبارهم مصدر تهديد على المجتمع وأمنه، بل على النقيض تمامًا ينبغي التأكيد على أن المسلمين عنصر فاعل ومفيد للمجتمع الأوروبي المتنوع بطبعه، وله دور كبير في بناء الحضارة وتقدم البلدان، وهم في نفس الخندق مع أقرانهم من مواطني الغرب في مواجهة التنظيمات المتطرفة والإرهابية.[4]
2. تشويه مسجد «ستوكهولم» أقدم وأكبر مساجد العاصمة السويدية.. وقع هذا الحادث في مدينة «بارشم» الألمانية التابعة لولاية «مكلنبورج فوبرمان»، وذكرت تقارير أنه تم بناء حائط من قوالب إسمنتية ووُضع أمام بوابة المسجد، كما كُتبت عليه عبارات ساخطة ضد وجود الأجانب، ومن هذه العبارات: «تعتبرون أنفسكم مؤمنين، ونحن نعتبركم معتدين». ودعا مرصد الإسلاموفوبيا الحكومات والمنظمات الغربية إلى اعتبار الاعتداء على المساجد وتشويهها جرائم كراهية وعنصرية، مع ضرورة التصدي لها بكل حسم، كما دعا المؤسسات الإسلامية في الغرب إلى استخدام كل الأدوات القانونية والإعلامية لمواجهة هذه الجرائم.[5]
3. تصريحات نائبة أسترالية عنصرية حملت تحريضا صريحا ضد المسلمين.. ودعا المرصد، المؤسسات الإسلامية في أستراليا إلى فضح عنصرية هذه النائبة، واستخدام كل الوسائل القانونية والإعلامية لمواجهة تصريحاتها المحرضة ضد المسلمين، والتنسيق مع كل من استهدفته بالاتهام والإهانة من مجموعات عرقية متنوعة لردعها عن الاستمرار في هذا السلوك العنصري.[6]
4. «مرصد الإسلاموفوبيا» يدين وصف برلمانية فرنسية للمحجبات بـ«النازية».. أشار المرصد إلى أن مثل هذه التصريحات تمثل هدية للتنظيمات الإرهابية والمتطرفة، التي لا تتوانى عن استغلالها عبر مكينتها الدعائية في تجنيد بعض الشباب والفتيات المسلمين في المجتمعات الأوروبية عبر وسائل التواصل الاجتماعي؛ حيث تركز هذه التنظيمات على إبراز هذه المواقف العدائية وعدم جدوى محاولة اندماج المسلمين في المجتمعات الأوروبية حتى لو كانوا قد ولدوا فيها ويحملون جنسيتها، مما يدفع بعضهم للانخراط في أعمال إرهابية للانتقام من المجتمعات التي ترفضهم وتهينهم كما تصور لهم دعاية التنظيمات الإرهابية.[7]
5. مرصد «الإسلاموفوبيا» يستنكر مساعي حزب هولندي لغلق المساجد.. اعتبر المرصد أن هذا الخطاب العنصري ضد الإسلام والمسلمين من شأنه إثارة مشاعر الكراهية والعنف ضد المسلمين في المجتمع الهولندي والتحريض ضدهم وتشجيع الأفراد على ممارسة التمييز السلبي ضدهم، وترسيخ الفكرة المشوهة التي يروج لها فيلدرز عن «هولندا بلا مسلمين» [8]
6. مشاركة رئيس وزراء كندا في إفطار رمضان.. أشاد مرصد الإسلاموفوبيا التابع لدار الإفتاء المصرية بمشاركة رئيس وزراء كندا جاستن ترودو في مائدة إفطار رمضانية مع سياسيين مسلمين. ولفت المرصد، أن القيادة السياسية في كندا تدرك بشكل رائع أهمية التنوع والتعدد في المجتمع وكيفية إدارة هذا التنوع ليصب في صالح المجتمع الكندى وتميزه، حيث يعد المجتمع الكندى من أكثر المجتمعات تنوعًا وقبولاً للتعددية، وهو ما انعكس على المسلمين هناك واندماجهم في مجتمعاتهم بشكل كامل دون أن يمثل ذلك تهديدًا للثقافة الخاصة بالمسلمين وتقاليدهم وأعرافهم.[9]
7. إساءة «شارلي إيبدو» للإسلام ذريعة مجانية للجماعات المتطرفة.. استنكر مرصد الإسلاموفوبيا التابع لدار الإفتاء المصرية قيام مجلة «شارلي إيبدو» الساخرة بنشر صورة على غلاف عددها الأخير يظهر فيه رجل ملتح وزوجته المحجبة وهما يجريان على أحد الشواطئ دون ارتداء ملابس تستر عوراتهما، كما صحبت الصورة الكاريكاتورية عنوان «إصلاح الإسلام.. المسلمون»، وهو ما يمثل إساءة موجهة للإسلام والمسلمين وتشويهًا متعمدًا لصورة الإسلام والمسلمين في فرنسا. وأكد المرصد على أهمية احترام القيم الدينية والخصوصيات والحريات الفردية والمرتبطة بالعقائد والإيمانيات، والتي لا تشكل أي تهديد على ثقافة المجتمع الفرنسي وقيم الجمهورية، واحترام المعاهدات والمواثيق الدولية المستقرة الخاصة بالحريات الفردية وحرية الإيمان والاعتقاد، وحرية ممارسة الشعائر الدينية، والتي وقَّعت عليها الجمهورية الفرنسية على المستويين الإقليمي والدولي.[10]
8. مرصد “الإسلاموفوبيا” يشيد بفوز أول مسلم في انتخابات “عمدة لندن” .. أشاد مرصد “الإسلاموفوبيا” التابع لدار الإفتاء، بفوز أول مسلم في انتخابات عمادة العامة البريطانية لندن، مشددًا على أنّ هذا الفوز رسالة لكل من يحاولون نشر ظاهرة “الإسلاموفوبيا” ويعادون الإسلام سرًا وجهرًا في الغرب. وأضاف المرصد أنّ انتخاب “صادق خان” أول عمدة مسلم للعاصمة البريطانية، بمثابة رسالة للجميع بأن الحضارات والأديان تتكامل وتتعاون ولا تتصارع، وأن الإسلام يرفض ما يردده البعض حول “تصارع الحضارات” لأن الشريعة الإسلامية تدعونا دائمًا للتعاون بين الجميع لتحقيق النفع والخير لكل البشرية، مصداقًا لقول المولى عز وجل: “يَا أَيُّهَا النَّاسُ إِنَّا خَلَقْنَاكُمْ مِنْ ذَكَرٍ وَأُنْثَىٰ وَجَعَلْنَاكُمْ شُعُوبًا وَقَبَائِلَ لِتَعَارَفُوا إِنَّ أَكْرَمَكُمْ عِنْدَ اللَّهِ أَتْقَاكُمْ إِنَّ اللَّهَ عَلِيمٌ خَبِيرٌ”.[11]
9. مرصد الإفتاء للإسلاموفوبيا يشيد بلقاء ميركل لإمام مسجد دريسدن الذي تعرض لاعتداء.. أشاد مرصد الإسلاموفوبيا التابع لدار الإفتاء المصرية بقيام المستشارة الألمانية أنجيلا ميركل بلقاء الإمام حمزة توران وعائلته في دريسدن وذلك أثناء الحفل الرئيسي لإحياء الذكرى الـ 26 لإعادة توحيد ألمانيا، حيث تعرض مسجده الأسبوع المنصرم لاعتداء بمتفجرات لم تنجم عنه إصابات. وأوضح المرصد أن هذا اللقاء يؤكد على رفض العنف وحملات الكراهية الموجهة ضد الإسلام والمسلمين في ألمانيا ويدعم المشاعر الإيجابية لدى الأقلية المسلمة في ألمانيا، ويشير صراحة إلى وقوف السلطات الألمانية ضد موجات العنف ضد المسلمين في ألمانيا. وأكد المرصد على أهمية وقوف الحكومات الأوروبية بجانب مسلمي أوروبا في مواجهة حملات المتطرفين التي تستهدف المسلمين وتحض على العنف ضدهم، وسن القوانين واتخاذ الإجراءات اللازمة لمواجهة هذه الظاهرة والحد منها والحفاظ على النسيج المجتمعي لدول الاتحاد الأوروبي، والتأكيد على حقوق مسلمي أوروبا في التمتع بالمواطنة الكاملة.[12]
10. مرصد الإسلاموفوبيا: مؤتمر الإفتاء يكسر دائرة الإرهاب الجهنمية.. أكد مرصد الإسلاموفوبيا التابع لدار الإفتاء المصرية، أن مؤتمر «التكوين العلمي والتأهيل الإفتائي لأئمة المساجد للأقليات المسلمة» الذي تعقده دار الإفتاء عبر الأمانة العامة لدور وهيئات الإفتاء في العالم في 17 أكتوبر الجاري يسعى لكسر دائرة الإرهاب والإسلاموفوبيا الجهنمية، وقد تناول التقرير العلاقة بين الإسلاموفوبيا والإرهاب وكيفية مواجهة هاتين الظاهرتين اللتين تفاقمتا في الفترة الأخيرة على مستوى العالم.[13]

## إشادات بالمرصد
وصف الشيخ أحمد كريمة، إنشاء دار الإفتاء المصرية لمرصد «الإسلاموفوبيا»، لمواجهة هذه الظاهرة والحد من تأثيرها على الجاليات الإسلامية في الخارج، بالعمل المشكور. وأكد أن دار الإفتاء المصرية، هي من أنجح المؤسسات الإسلامية في علوم الشريعة وصحيح الدين، حيث تلعب دورًا كبيرًا في مواجهة الأفكار المغلوطة عن الدين، وذلك لأنها تمتلك الرؤية على أرض الواقع.

## وصلات خارجية
- الموقع الرسمي